# バッファロー・メトロレール
バッファロー・メトロレール（英語: Buffalo Metro Rail）は、アメリカ合衆国ニューヨーク州の都市・バッファローで運行している路面電車（ライトレール）。地下区間を有するため、地下鉄として扱われる場合もある。バッファローの公共交通機関組織であるナイアガラ・フロンティア交通局（NFTA）が運営する。

## 歴史
1979年から工事が始まり、ダウンタウン・バッファローに最初の路線（併用軌道区間）が開通したのは1984年5月20日であった。その後、1985年5月20日には地下鉄線がラ・サール駅まで開通し 、1986年11月10日にはニューヨーク州立大学バッファロー校の最寄り駅である大学駅まで延長した。
開業当時、併用軌道区間はトランジットモールとされ、自動車の乗り入れが制限されていたが、ダウンタウン・バッファローの主要道路の混雑を解消するため、一部のビジネスグループからは制限の解除が要請されていた。それを受け、2008年以降は再度自動車を通行可能とするプロジェクトが実行され、2013年以降一部の電停の廃止を含めトランジットモールの撤廃が進んでいる。
2017年1月9日にはアマースト電停から分岐しコブルストーンへ向かう支線建設計画が発表され、2018年に建設予定地の環境審査のための予算が承認された。実現すれば1986年にメトロレールの路線網が完成して以来初の路線延伸となる。
2019年、民主党のニューヨーク州上院議員（当時）であるティム・ケネディと同州下院多数派院内総務のクリスタル・ピープルズ＝ストークスは、路線の大規模な改修工事を含む５カ年計画を実施するための予算1億ドルを州予算から拠出することをアンドリュー・クオモ同州知事から確約。以降、線路設備の交換や駅のリニューアルといった路線全体での改修工事が進んでいる。
2025年1月にはスペシャル・イベント駅より先にある車両基地内にDL&W駅がスペシャル・イベント駅を置き換える形で開業する予定である。
なお、メトロレール開業以前のバッファローには馬車鉄道や路面ケーブルカーが存在し、1890年以降は順次路面電車やインターアーバンへと置き換わったが、1940年にバスへの置き換えが決定し1950年7月1日をもって廃止されている。

## 運用
大学駅からアレン/医療キャンパス駅の間は高床式プラットフォームの地下区間を走る一方、バッファロー・ダウンタウンに敷かれたファウンテン・プラザ駅からスペシャル・イベント駅の区間は地上の併用軌道となり、プラットフォームも低床式である。
スペシャル・イベント駅はキーバンク・センターでのイベント開催時のみ営業する臨時駅であり、通常時のダイヤは1つ手前のカナルサイド駅止まりとなる。
2016年11月7日時点で平日、土曜、日曜・祝日の3種類のダイヤが存在する。沿線のファースト・ナイアガラ・センターやカナルサイドでイベントが行われた際は臨時列車も運行する。運賃の支払いに関しては信用乗車方式を採用しているが、併用軌道区間の運賃は無料（Free Fare Zone）となっている。

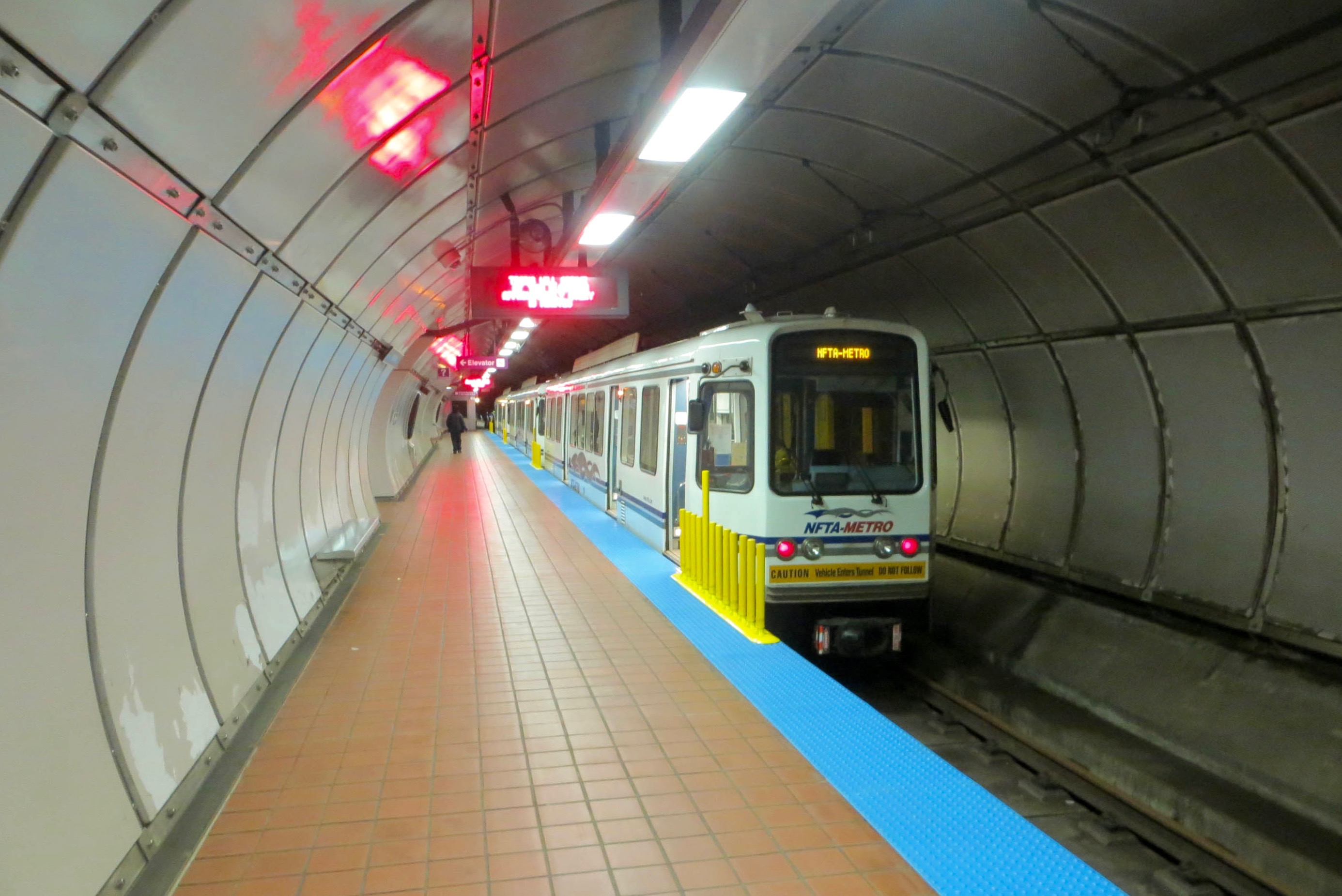
大学駅
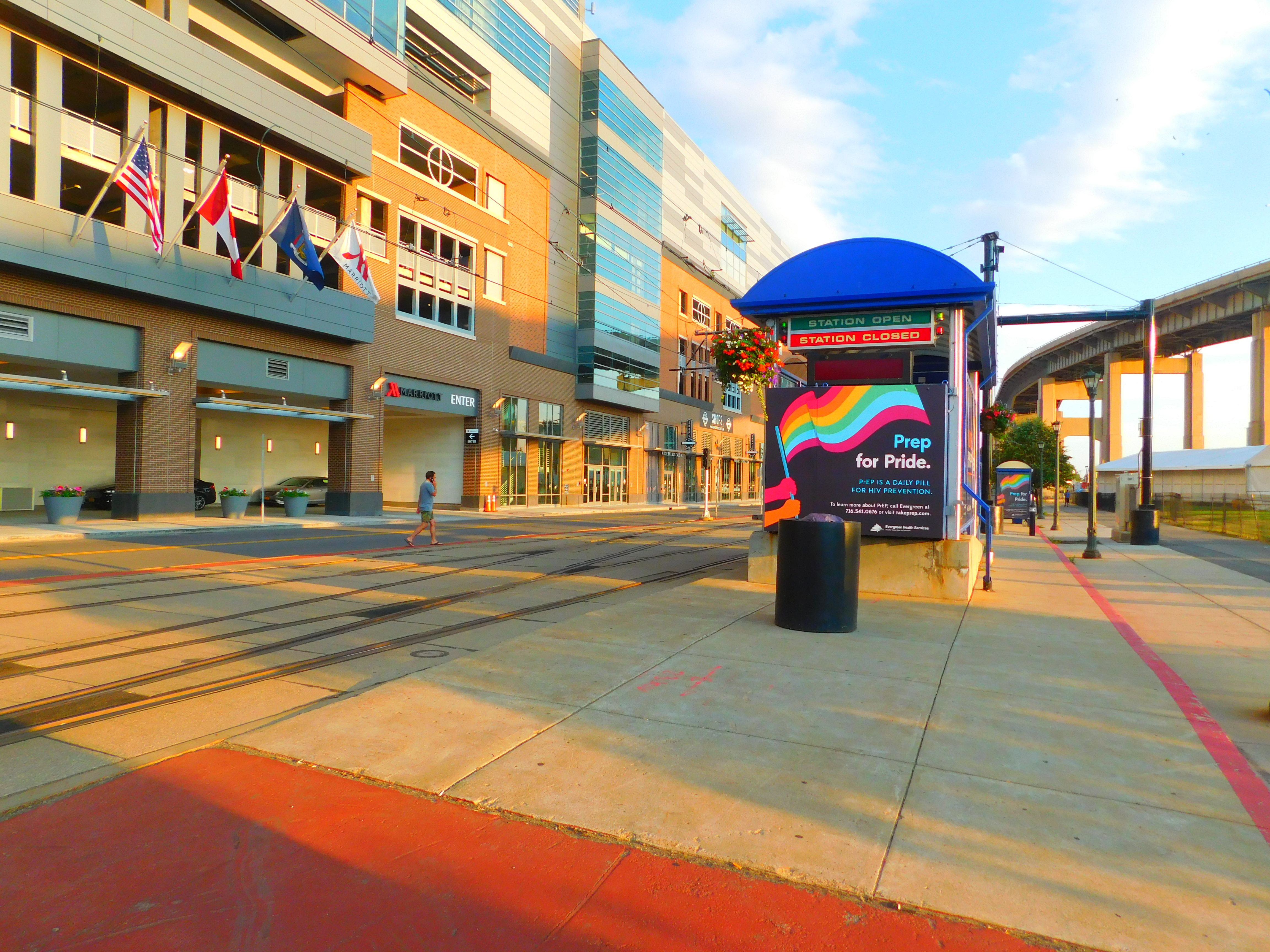
スペシャル・イベント駅
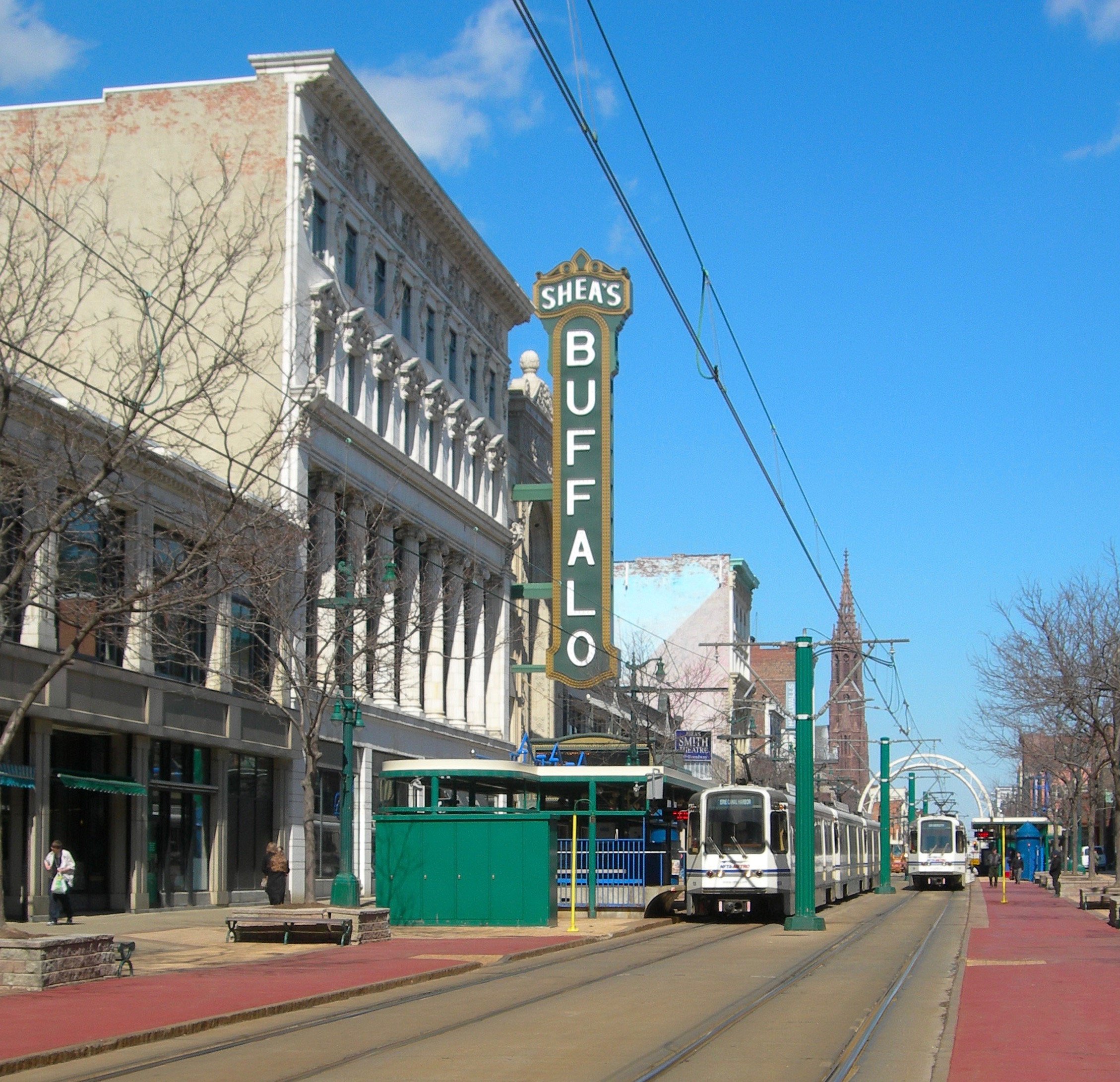
シアター駅は2013年に廃止された

## 車両

### 100形
バッファロー・メトロレール開業時に導入された車両。日本の東急車輛製造で作られ、1983年に完成した2両の試作車以降計27両が導入された。最高速度は80km/hだが、併用軌道区間は最高速度24km/h（15マイル）で走行する。
片側3扉の両運転台車両で、単行運転も可能だが通常は2両編成で運行されており、ラッシュ時には3両編成、イベント時には4両編成も組まれる。扉の下側には折り畳み式のステップが設置されており、低床式プラットフォームが設置されている併用軌道区間で用いられる。NFTAから提示された厳しい騒音規制に対応するため制御方式として騒音が少ないサイリスタチョッパ制御方式を採用しており、高加速・高減速を特長とする。
2006年には監視カメラなど車内の安全性の強化、ブレーキシステムの改良、内装の更新、扉部を含めた車体修繕などの大規模リニューアルの実施が発表された。更新が行われた車両は更新前の車両との連結が不可能となっている。
改造はアンサルドブレーダによって行われ、当初はスケネクタディのスーパースチール（SuperSteel）の工場で実施される予定であったが、2009年4月に工場が閉鎖したため、ホーネルのグレイ機械工場（Grey Manufacturing Industries）での実施に変更された。その影響で予定は4年も遅れ、更新プロジェクトの費用も当初の4,000万ドルから4,500万ドルに変更された。最初の更新車（114、123）が運転を開始したのは2012年3月10日である。

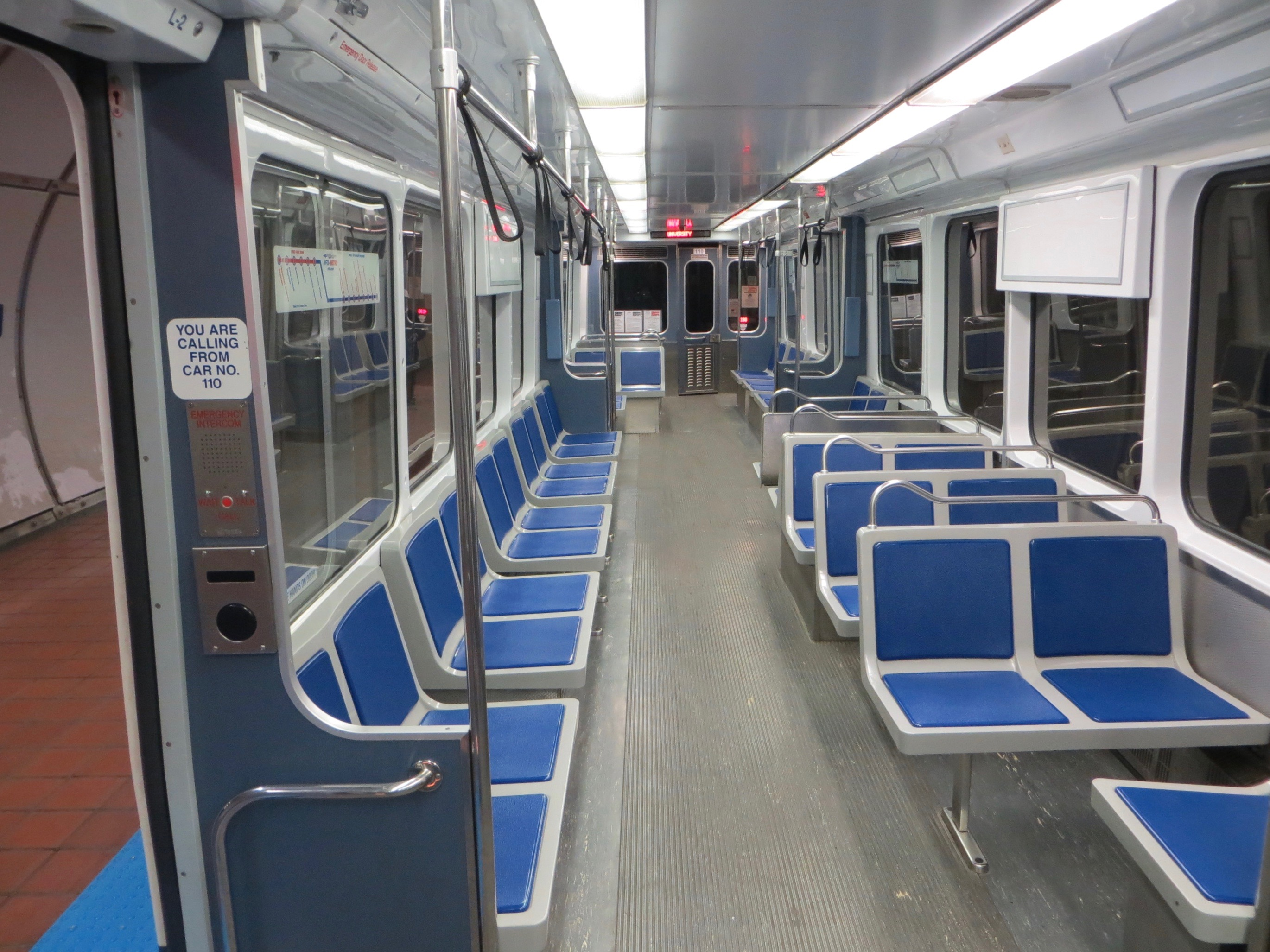
車内
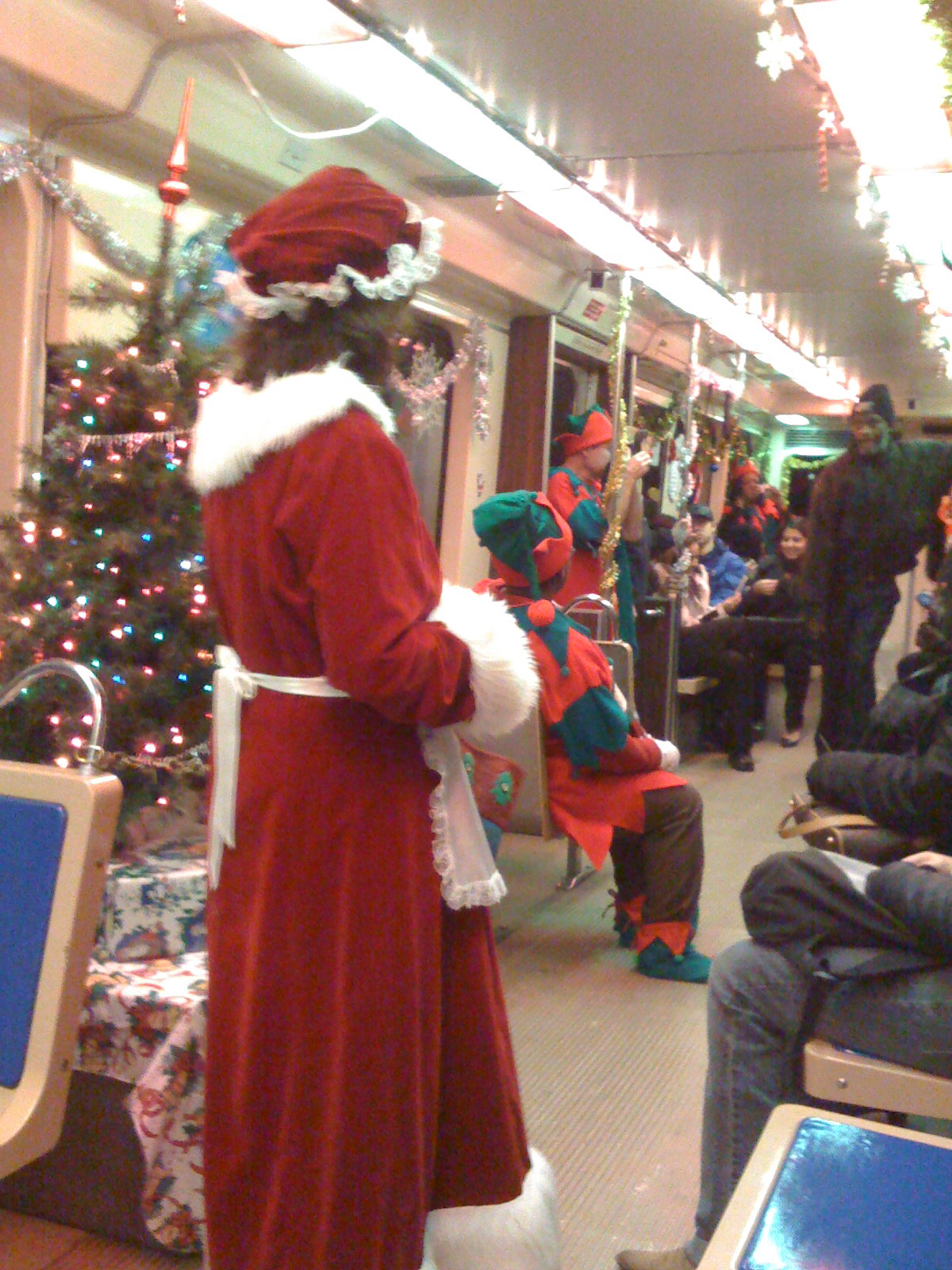
サンタクロースたちが現れたクリスマスの車内

### その他
1990年には大クリーブランド地域交通局から12両のPCCカーを譲受し、当時計画されていたトナウォンダ方面への支線への導入が予定されていた。しかし支線建設計画は中止となり、車両は2003年にブルックリン歴史鉄道協会（Brooklyn Historic Railway Association）へ再譲渡されている。